# Maxillaria lueri
Maxillaria lueri är en orkidéart som beskrevs av Dodson. Maxillaria lueri ingår i släktet Maxillaria och familjen orkidéer. Inga underarter finns listade i Catalogue of Life.